# Santa María Jalapa del Marqués
Santa María Jalapa del Marqués (Xalapa náhuatl: "en el lugar del río arenoso" y en zapoteco Guiigu yudxi o Guiigu yudchi, río de arena),  también conocida por Jalapa del Marqués, es una localidad ubicada en el istmo de Tehuantepec, en el estado mexicano de Oaxaca. Se localiza en la Región del Istmo de Tehuantepec al sureste del estado, en las coordenadas 95º27' longitud oeste 16º26' latitud norte, a una altitud de 160 metros sobre el nivel del mar. Según el censo de 2020, tiene una población de 8,958 habitantes.
Cuenta con una cadena de montañas, aunque muy poco elevadas, que hacen su entrada por el norte y salen por el sur, denominadas Vixañatul. Existe otra pequeña elevación llamada "El cerro del Marqués" junto con "El cerro del Tizate".
El clima predominante es el cálido. Al igual que sus pueblos vecinos, Jalapa del Marqués tiene varias fiestas al año, que corresponden a diferentes santos que son venerados en la localidad. Entre los más representativos podemos encontrar a San Sebastián de las Flores, la Santa Cruz, y la Asunción de María.
En este municipio se encuentra ubicada la presa Presidente Benito Juárez, la cual funciona como principal sustento económico para sus habitantes gracias a la crianza de mojarras predominante en esta zona. Este platillo puede disfrutarse en sus diferentes presentaciones durante la Feria de la mojarra que se realiza cada año en este municipio.

## Historia
Durante el último reinado de la dinastía Zaachila en la primera mitad del siglo XVI, se edificó en Guiigu-yudxi un templo dedicado a la xonaxi o reina Pinopiaa, dicho templo y culto duró hasta el siglo XVII cuando fue descubierto y destruido por los españoles, así como la ejecución de los devotos por parte de la inquisición, posteriormente los españoles sincretizaron el culto a la ya diosa Pinopiaa con el culto a Santa Catalina de Siena. Fray Francisco de Burgoa lo relató de la siguiente forma: 

... una plazuela muy barrida y salpicada de variedad de flores y en medio cuatro losas iguales, arrimadas por lo alto unas a otras, y por debajo hacían hueco donde cabía otra piedra blanca, labrada al modo de un hacho de bolos sin forma alguna de animal, más que un grueso taladro era la Reina Doncella, hija del rey zapoteca de Zaachila o Teozapotlan, llamado Cosijoeza, [y éste] cuando conquistó esta tierra, enviando a su hijo tercero Cocijopij, le encomendó mucho a la hermana llamada Pinopiaa, para que la tuviera consigo en el reino, que había de gobernar de Tehuantepeque y Soconusco, porque era señora muy santa a su modo, muy honesta, devota de sus dioses y que no se quiso casar, y que llegando a las tierras de Jalapa, le dio el mal de la muerte y juntándose todos los señores y capitanes a llorarla dispuestos para darle sepultura, se les desapareció el cuerpo y haciendo el cielo grandísimo estruendo le transformó el cuerpo en aquella piedra para que la sirviesen y adorasen, valiéndose de ella para todas sus necesidades y trabajos, y que había castigado a muchos, porque llegando a aquel paraje no le habían acatado mucha veneración... que la gloriosa Santa Catarina de Sena, a cuyo patrocinio estaba aquel barrio era la misma, que la diosa Pinopiaa, que había muerto en aquel lugar y la piedra que bajó del cielo, para que con esta ficción todos los devotos de la santa idolatrasen en reina de piedra, y este error iba cundiendo de suerte que todos en la iglesia en presencia de la santa adoraban mentalmente al ídolo campesino.

Por tradición muy antigua se sabe que este pueblo se fundó en el año 1580  bajo el nombre de Yuuchi, ignorándose la fecha en que se expidieron sus títulos.
Una amplia área habitada por numerosa población que se comprendía en el perímetro lacustre ribereña sucesivamente ocupada por tribus de ascendencia huave, chontal parcialmente mixe y finalmente por zapoteca, que se extendía desde el actual poblado de San Cristóbal hasta el reparo y las cuevas, las faldas del cerro Guelavichi hasta las cercanías de Magdalena Guelavence, área monte rico, coadyacente en el punto donde esta asentada la ciudad de Jalapa (conocido como tres picos) como lo atestigua las construcciones del templo, casa del gobierno, casas públicas y caseríos que conformaban la población muy importante del núcleo humano que fue de capital importancia.

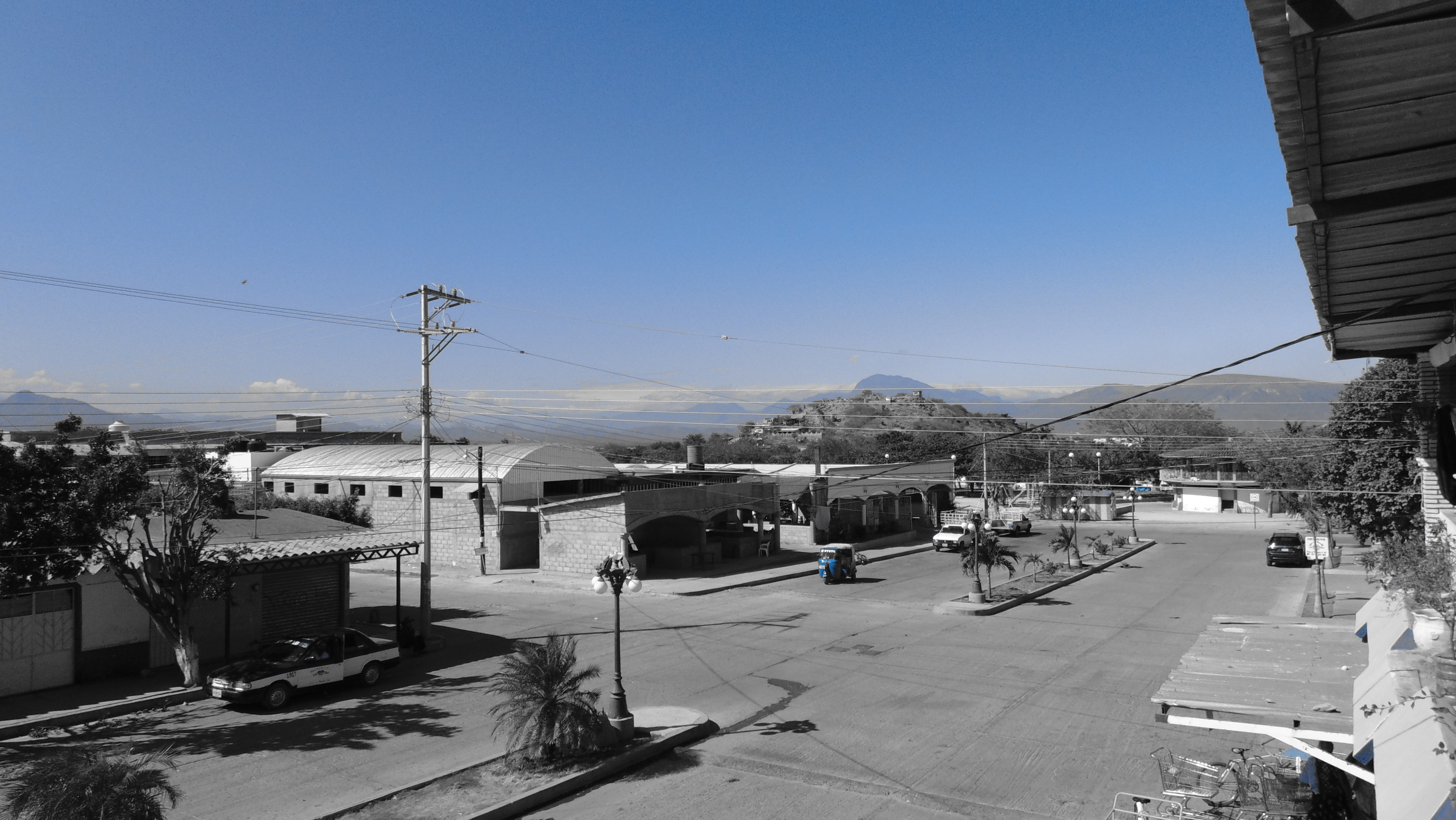
Centro de Jalapa del Marqués. Foto: ©JB

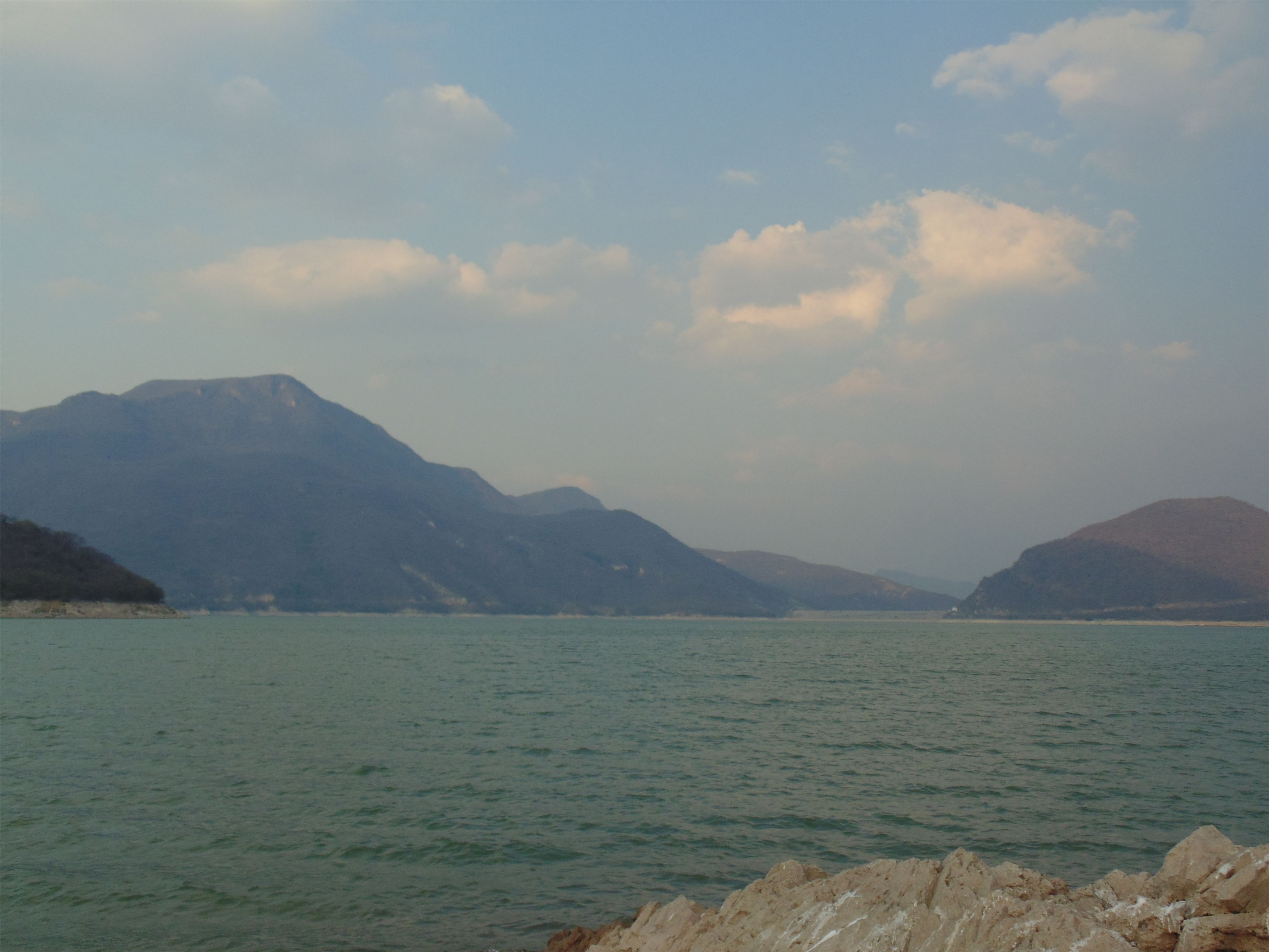
Vista de la presa Benito Juárez desde el lago homónimo, el cual es el hábitat de la mojarra, una de las principales fuentes económicas de la población. Foto: ©JB.

El 18 de junio de 1879 hubo una inundación por el desborde del río del pueblo, cuyas aguas se metieron en las casas en donde el agua subió su nivel un metros y medio sin ocasionar ninguna desgracia humana. 
En 1961, el gobierno federal construyó la presa Presidente Benito Juárez aprovechado el potencial de los ríos de Tehuantepec y Tequisistlán, sepultando bajo su vaso al pueblo de Santa María Jalapa del Marqués, la otra importante ciudad zapoteca, que fue reubicado a orillas de la carretera federal Cristóbal Colón, en el margen occidental del río de Jalapa, río Grande, en donde se construyeron habitaciones y casas de gobierno.

## Tradiciones
Las fiestas anuales se celebran del 18 al 21 de enero en honor a San Sebastián de las Flores, del 13 al 16 de agosto en honor a la Virgen Asunción y del 4 al 7 de agosto en honor a Santo Domingo de Guzmán, el 3 de mayo en honor a la Santa Cruz, el 7 de octubre en honor a la Virgen del Rosario y el 28 de octubre en honor a San Judas Tadeo.
Comprende la tradicional vela en la casa del mayordomo; paseo de flores y velas, en carretas adornadas; regada de fruta, bailes populares, carretas adornadas, juegos pirotécnicos y se instalan juegos mecánicos. Las festividades y los eventos sociales son amenizados siempre por las tradicionales bandas de música de viento, así como de los propios de la región del Istmo de Tehuantepec, El tradicional día de muertos se celebra el 2 de noviembre, se acostumbra a poner un altar con flores típicas de la región como son el cempasuchil y cresta de gallo, y una ofrenda de la comida típica que le gustaba a los familiares difuntos.

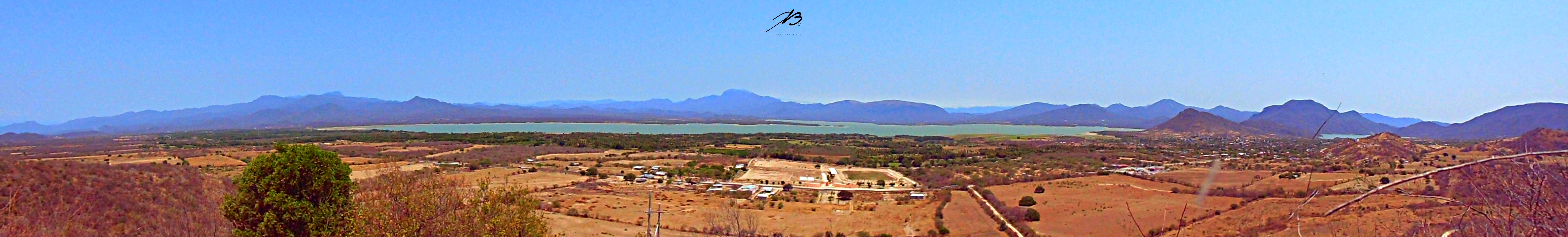
Vista panorámica de Jalapa del Marqués.

La población depende de la pesca tanto como de la agricultura y ganadería, por lo que los habitantes tejen tarrayas y trasmanos, los cuales se venden en el mercado municipal y se fabrican comales de barro para la gastronomía local que comprende mojarras en todas sus modalidades, chacales (langostinos), adobo de res, paloma frita, jabalí horneado, iguana en caldo y frita, tamales de elote,mole,chepil y de iguana, conejo frito, estofado de res, barbacoa de chivo, platillos con carne de venado y ricos panes cocidos a leña en hornos de adobe; diferentes clases de dulces de frutas y otras especies.
Sus atractivos turísticos son el centro, el embarcadero de la presa Benito Juárez, pequeñas playas donde se realizan eventos deportivos, paseos en lanchas de remos y de motor, la cortina, aguas termales en la colonia aguascalientes, nacimiento de agua en las minas en el camino de la cortina de la presa y senderismo guiado hacia el cerro del marques.

## Educación
Jalapa del Marqués cuenta con centros educativos que van desde el nivel preescolar hasta nivel bachillerato, siendo sede del Plantel 35. Jalapa del Marqués del Colegio de Bachilleres del Estado de Oaxaca. La primaria "Heroes Nacionales" es probablemente la institución más notoria en el nivel primaria por su historia y por su relevancia hoy en día.